# Aedes saxicola
Aedes saxicola är en tvåvingeart som beskrevs av Edwards 1922. Aedes saxicola ingår i släktet Aedes och familjen stickmyggor. Inga underarter finns listade i Catalogue of Life.